# Sklené nad Oslavou
Sklené nad Oslavou (deutsch Skleny, auch Sklenne) ist eine Gemeinde in Tschechien. Sie liegt 15 Kilometer nördlich von Velké Meziříčí und gehört zum Okres Žďár nad Sázavou.

## Geographie
Das Dorf befindet sich auf der Böhmisch-Mährischen Höhe. Durch den Ort führt die Staatsstraße 37.
Sklené nad Oslavou besitzt einen Bahnhof an der Strecke Žďár nad Sázavou–Křižanov. Am nördlichen Ortsrand liegt der See Velký Podvesník.
Nachbarorte sind Bohdalec und Radešín im Norden, Bobrůvka im Nordosten, Pikárec im Osten, Radenice im Südosten, Cyrilov im Süden, Bory im Südwesten, Krásněves im Westen sowie Rousměrov im Nordwesten. Entgegen seinem Ortsnamen liegt Sklené nad Oslavou nicht an der Oslava, der Fluss liegt sechs Kilometer südwestlich.

## Geschichte
Sklené wurde 1368 erstmals urkundlich erwähnt. Der Ort ist landwirtschaftlich geprägt.

## Gemeindegliederung
Für die Gemeinde Sklené nad Oslavou sind keine Ortsteile ausgewiesen.

## Sehenswürdigkeiten
- Kapelle der Jungfrau Maria